# Carmen Silvera
Carmen Silvera, född 2 juni 1922 i Toronto i Ontario, död 3 augusti 2002 i Northwood i Hillingdon i Storbritannien, var en kanadensiskfödd brittisk skådespelare. Hon gjorde bland annat rollen som Édith Artois i TV-serien 'Allå, 'allå, 'emliga armén.